# Col de Fern
Pour les articles homonymes, voir Fern.
Le col de Fern (Fernpass en allemand) est un col de montagne situé dans le land du Tyrol en Autriche à une altitude de 1 216 m.

## Géographie
Le col de Fern est situé entre les Alpes de Lechtal à l'ouest et le chaînon de Mieming dans le Wetterstein à l'est ; à 13,5 km au nord-est se trouve la Zugspitze (2 962 m) dans le Wetterstein. Le col, situé juste au sud-ouest d’Ehrwald, se trouve entre le Grubigstein (2 233 m) au nord-nord-ouest, le Wannig (2 493 m) au sud-est et le Loreakopf (2 471 m) à l’ouest.
Le route nationale B179 relie Reutte à Nassereith et Tarrenz ou à Imst via le tunnel de Lermoos. Les routes d'Ehrwalder (B187) et de Mieminger (B189), Garmisch-Partenkirchen (Allemagne), Mieming et Telfs sont également reliées par le col de Fern, ainsi que la vallée de l'Inn et Loisach. C'est pourquoi il s'agit de l'un des cols alpins les plus fréquentés des Alpes orientales. La pente maximale est de 8 %.